# FONTAC

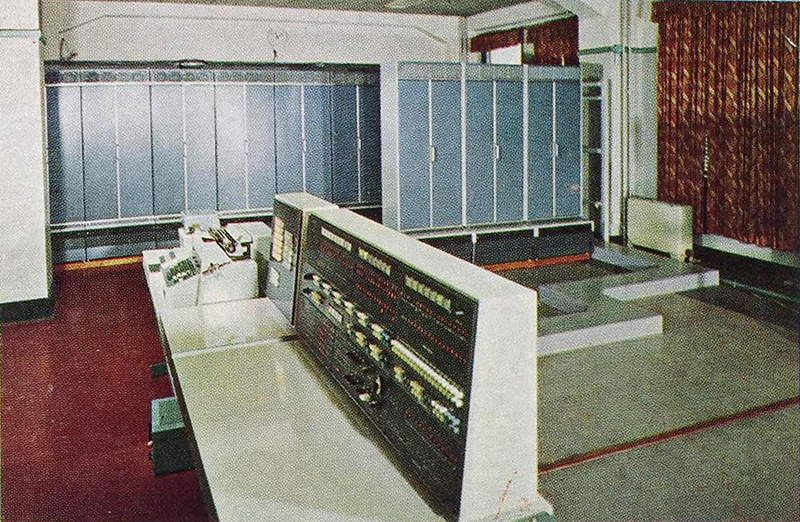
FONTAC Central (富士通)

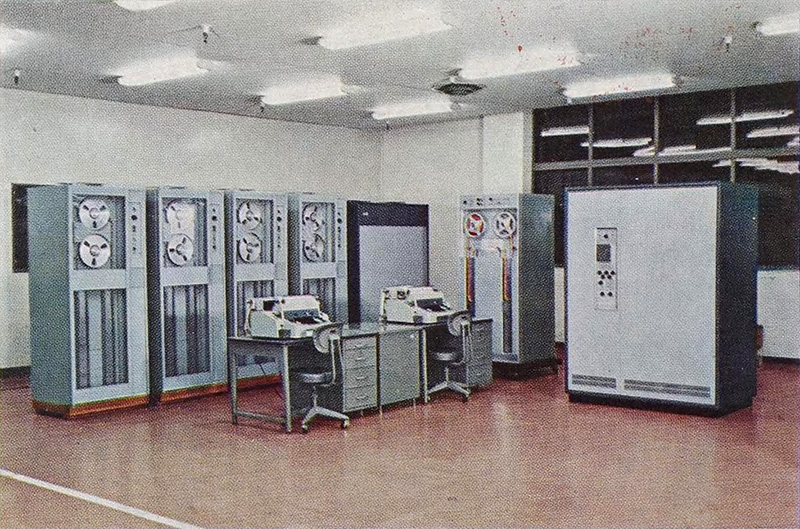
FONTAC Sub I (NEC)

FONTAC（フォンタック、Fujitsu Oki Nippondenki Triple Allied Computer）は、1965年11月に完成した富士通、沖電気、NECの3社共同開発による大型コンピュータ。

## 経緯
1962年9月、通産省（現経産省）は富士通、沖電気、NECの3社に「電子計算機技術研究組合」を結成させ、これに3年間で3億5千万円の補助金を与えた。IBM 7090や7094レベル以上の国産コンピュータの開発を目標としたプロジェクトである。1964年11月にFOTNACは完成し、日本電子工業振興協会に納入された。CPU部分を担当した富士通は、これを改良してFACOM 230-50として製品化した。

## 構成とアーキテクチャ
CPU部分の「FONTAC Central」と入出力部の「FONTAC Sub I」と「FONTAC Sub II」から構成される(各社はこの3要素のひとつをそれぞれ担当した)。本格的なマルチタスクシステムを実現している。
FONTAC Central
42ビットワード。メモリは磁気コアメモリで64Kワード。
FONTAC Sub I
可変ワード長。
FONTAC Sub II
固定ワード長。

## 評価
試作機が完成したことでプロジェクトは成功とされているが、基本的にハードウェア技術の研究に終始し、アプリケーションソフトウェアへの考慮が十分ではなかった。また、IBM 7090などの科学技術計算向けのシステムを目標としたため、事務用途への配慮が不十分となった。FACOM 230シリーズは、形式名こそファミリー機のようである。しかし、同時期にIBMが発表したSystem/360のようなひとつのアーキテクチャで小型から超大型までをも統一するというようなものではなかった。